# Parsatatar
Parsa(ta)tar (Parša(ta)tar) – imię huryckiego władcy Mitanni żyjącego w XV w. p.n.e. (panowanie 1450 p.n.e. – 1440 p.n.e.). Niekiedy utożsamiany z królem Barattarna.